# حسین‌آباد (بردسیر)
حسین‌آباد ۱ (بردسیر)، روستایی از توابع بخش نگار شهرستان بردسیر در استان کرمان ایران است.

## جمعیت
این روستا در دهستان نگار قرار دارد و براساس سرشماری مرکز آمار ایران در سال ۱۳۸۵، جمعیت آن ۷۹ نفر (۲۰خانوار) بوده‌است.